# Burasa

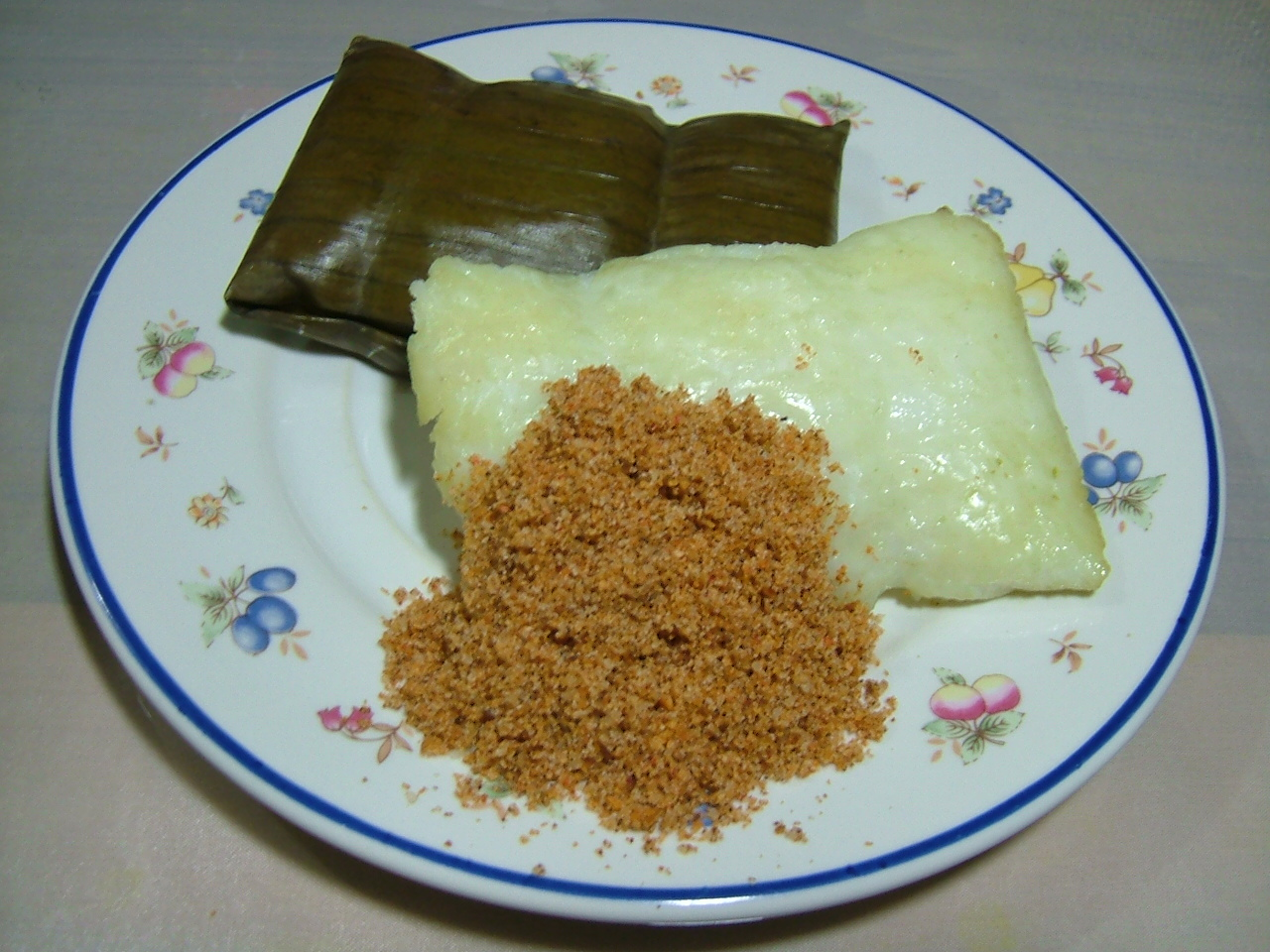
Burasa mit gewürztem Kokosgranulat

Burasa oder Buras ist eine in der indonesischen Provinz Sulawesi Selatan (Süd-Sulawesi) gängige Variante des unter verschiedenen Namen in ganz Südostasien verbreiteten Reiskuchens Ketupat. In beiden Fällen handelt es sich um in Pflanzenblättern gekochten, zu Quadern gepressten Reis, der als Beilage zu diversen Fleisch- und Fischgerichten serviert wird. Während Ketupat aus ungewürztem Reis besteht, der in ein Paket aus Palmenblättern gewickelt wird, wird der Reis für Burasa gewürzt, in Kokosmilch gekocht und in Bananenblätter eingewickelt. Burasa wird vor allem mit den muslimischen, südsulawesischen Volksgruppen der Bugis und Makassaren assoziiert.
Buras wird hergestellt, indem der Reis mit Daun Salam (indonesisches Lorbeerblatt) und Salz gewürzt und in Kokosmilch bis etwa der Hälfte der Garzeit gekocht wird, bis die gesamte Kokosmilch vom Reis aufgenommen ist. Dann wird der Reis in Zylinder- oder Kissenformen in Bananenblätter gewickelt und mit Fäden aus Bananenblattfasern (oder auch einer anderen Art von Fäden) gesichert. Die Reispakete werden dann weiter gedämpft, bis sie vollständig durchgegart sind. Die Herstellung ist umständlich, da der Koch- und Garvorgang mehrere Stunden dauert.
Burasa ist eine klassische Beilage zu Coto Makassar, einer aus Makassar stammenden Rindfleischsuppe. Es wird auch als Snack mit Serundeng (gewürztem und geriebenem Kokosnussgranulat), hart gekochtem Ei, Sambal Kacang (würzige Erdnusssauce), Konro, Pallubasa oder Nasu Lekku (Huhn in Galangalgewürz) verzehrt. Der Reiskuchen ist ein fester Bestandteil der Mahlzeiten anlässlich des Festes des Fastenbrechens. Die Bugis und Makassaren verwendeten Burasa oft als Nahrungsvorrat während des Segelns oder auf Reisen.